# Green Room (Maison-Blanche)
Pour les articles homonymes, voir Green room.

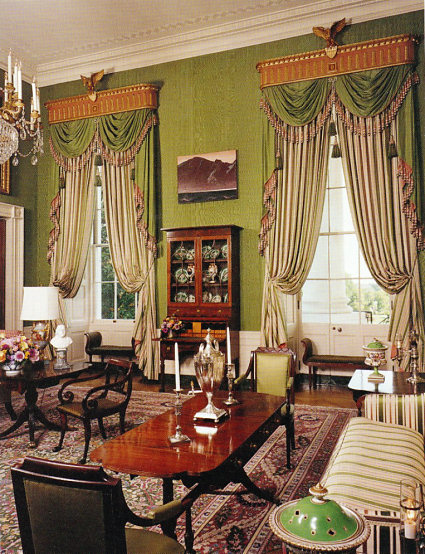
La Green Room en 1999 sous le mandat de Bill Clinton.

Plan du premier étage montrant l'emplacement de la Green Room.

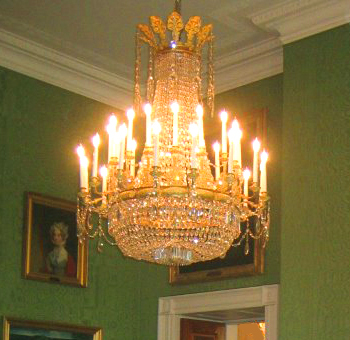
Le lustre de la Green Room.

La Green Room (salon Vert) est un des trois salons de réception du premier étage de la résidence exécutive de la Maison-Blanche, la demeure du président des États-Unis. Elle est souvent utilisée pour les petites réceptions ou les thés. Elle est traditionnellement décorée dans des tons de vert.
La pièce mesure approximativement 8,40 m par 6,75 m. Elle possède six portes qui donnent vers le Cross Hall, l'East Room, le portique Sud et la Blue Room.

## Ameublement
Les descriptions du mobilier de la Green Room avant 1814 sont limitées. Après la reconstruction de 1816, les inventaires suggèrent que cette pièce contenait du mobilier Empire français acquis par le président James Madison. Pendant une bonne partie du XIXe siècle, la pièce fut décorée dans plusieurs styles historiques. En 1902, une grande rénovation de la Maison-Blanche, inspirée par des recherches historiques, fut menée par le cabinet d'architecture McKim, Mead and White. Les ornementations victoriennes complexes furent remplacées par un style baptisé Colonial Revival, plus proche du style d'ameublement original de la demeure. Les tapisseries avec de gros motifs floraux furent remplacées par un simple velours vert. Les draperies de style Renaissance de 1852 furent remplacées par des rideaux Empire achetés par James Madison en 1819. Un ensemble de reproductions de chaises Directoire et des reproductions de meubles Régence anglaise remplacèrent les gros canapés et chaises de style turc. Les présidents qui suivirent gardèrent en grande partie ce style d'apparence coloniale avec des reproductions de meubles anciens.
La restauration Kennedy, qui commença en 1961, apporta une approche plus académique à la décoration de la Green Room. Henry Francis du Pont du Winterthur Museum, sous l'influence de l'architecte d'intérieur français Stéphane Boudin, choisit pour la Green Room un style fédéral. Plusieurs meubles anciens furent acquis et placés dans la pièce, en particulier le sofa de Daniel Webster et la boîte à thé d'argent de John et Abigail Adams. En 1971, les murs de la pièce furent retapissés de tissu moiré vert d'eau choisi par Jacqueline Kennedy en 1962 sur les conseils de Stéphane Boudin.
Clement Conger, le nouveau conservateur de la Maison-Blanche, engagé sous le mandat de Richard Nixon, mit en place des intérieurs néoclassiques. Dans la Green Room, ainsi que dans la Blue Room et la Red Room, il fit corriger les moulures uniformes installées pendant la reconstruction de Truman, installant des moulures plus historiquement correctes, avec des couronnes et des médaillons au plafond. Il collabora avec Edward Vason Jones pour fabriquer de nouvelles draperies de satin rayées de crème, vert et corail, selon une illustration d'un livre de modèles du XIXe siècle appartenant à la Society for the Preservation of New England Antiquities (maintenant connue sous le nom de Historic New England). Des corniches corail et or furent également installées au-dessus des fenêtres, surmontées d'aigles américains dorés aux ailes déployées, l'aigle étant un motif phare de la période fédérale. Les corniches sont similaires à celles de la bibliothèque de Miles Bewton à Charleston, et du musée de Sir John Soane à Londres. Sur le mur ouest, au-dessus du sofa de Webster, se trouvent deux appliques dorées. Actuellement, la pièce contient plusieurs meubles créés par l'ébéniste new-yorkais d'origine écossaise Duncan Phyfe, ce qui inclut deux tables de travail, des chaises, deux tables à cartes et quelques bancs.
La Green Room a été refaite pendant l'été 2007 par la Première dame Laura Bush, sur les conseils du Comité pour la préservation de la Maison-Blanche, de l'architecte d'intérieur de la famille Bush, Ken Blasingame, et du conservateur de la Maison-Blanche William G. Allman. Le réaménagement a repris en grande partie les travaux de Conger et Vason Jones de l'époque de Nixon. Les murs ont été retapissés de soie vert mousse, un style initié par Kennedy, mais cette fois dans un motif plus vertical et plus large. La couleur corail des chaises et des draperies a été choisie plus intense pour se rapprocher du vermillon. La draperie recréée ainsi celle de Vason Jones en 1971, mais avec un vermillon intense pour la soie et les corniches. Le motif de la draperie fut simplifié en retirant quatre pièces. Le tapis vert turc Kilim, installé sous le mandat de Richard Nixon, fut remplacé par une carpette tissée dans le style français Savonnerie. Elle ressemble à une carpette authentique achetée par Stéphane Boudin pour la Red Room. Lors du réaménagement, le tableau The Builders de Jacob Lawrence fut acquis pour la Green Room par le White House Acquisition Trust.
Les réaménagements des pièces historiques de la Maison-Blanche ont lieu régulièrement. Les idées de la famille présidentielle, ainsi que des références aux documents historiques et parfois des recherches supplémentaires guident les décisions du comité et du conservateur.

## Histoire
La pièce a été conçue par l'architecte James Hoban comme une « salle à manger commune ». Thomas Jefferson s'en servit effectivement comme salle à manger, et fit alors couvrir le sol d'une toile verte pour le protéger. Pendant plusieurs années, les présidents et les premières dames utilisèrent la Green Room comme un petit salon pour accueillir les visiteurs et tenir des conversations informelles. Le président James Madison y signa la première déclaration de guerre des États-Unis. James Monroe l'utilisa comme « salle de jeu de cartes », y installant deux tables de whist. Ce ne fut que dans les années 1820 que la pièce fut officiellement baptisée « salon Vert » sous le mandat de John Quincy Adams. Le cercueil du fils d'Abraham Lincoln, Willie, fut installé dans la Green Room, et le corps de Lincoln lui-même fut transporté dans cette salle après son assassinat, en attente de l'embaumement. La pièce a également connu des jours meilleurs. La première dame Grace Coolidge y fit exposer des sculptures Art Déco et utilisa la pièce pour donner de petites fêtes avec ses amis. Eleanor Roosevelt y reçut Amelia Earhart, et John Fitzgerald Kennedy affirmait que cette pièce était la plus belle et la plus reposante du premier étage.